# Pseudocorynactis caribbeorum
Pseudocorynactis caribbeorum är en korallart som beskrevs av Den Hartog 1980. Pseudocorynactis caribbeorum ingår i släktet Pseudocorynactis och familjen Corallimorphidae. Inga underarter finns listade i Catalogue of Life.